# 陳嘉章
陳嘉章（1439年—？年），字道顯，四川敘州府富順縣人，軍籍，治《詩經》。

## 生平
五月十五日生，行六，由國子生中式四川鄉試第五十四名舉人，會試中式第二百九十四名。年四十歲中式成化十四年戊戌科第三甲第二百一十名進士。

## 家族
曾祖陳朝卿；祖陳覺真；父陳忞；母陳氏。慈侍下，妻曾氏，兄嘉猷（伴讀）；嘉言；嘉訓；嘉禮（通判）；嘉□。